# Alexander Farnerud
Alexander Farnerud (Landskrona, 1984. május 1. –) svéd válogatott labdarúgó középpályás.

## Pályafutása

### A válogatottban
Pályafutása során játszott a svéd U21-es válogatottban, ahol 36 alkalommal lépett pályára, és 12 gólt szerzett. A felnőtt csapatban 2003. február 16-án mutatkozott be a Katar ellen 3–2-re végződő barátságos mérkőzésen.

## Statisztika

### A válogatottban
| Válogatott | Év       | Mérk. | Gól |
| ---------- | -------- | ----- | --- |
| Svédország | 2003     | 3     | 1   |
| Svédország | 2004     | 0     | 0   |
| Svédország | 2005     | 1     | 0   |
| Svédország | 2006     | 0     | 0   |
| Svédország | 2007     | 0     | 0   |
| Svédország | 2008     | 0     | 0   |
| Svédország | 2009     | 2     | 1   |
| Svédország | 2010     | 2     | 0   |
| Összesen   | Összesen | 8     | 2   |

## Sikerei, díjai

### Klubcsapatokkal
Stuttgart
- Bundesliga: 2006–07

Strasbourg
- Francia ligakupa: 2004–05[1]

IFK Göteborg
- Svéd kupa: 2019–20[2]

### A válogatottal
Svédország
- Király kupa: 2003